# Joachim Lemelsen
Joachim Lemelsen (Berlim, 26 de Setembro de 1888 — Göttingen, 30 de Março de 1954) foi um general alemão durante a Segunda Guerra Mundial.
Durante a Operação Barbarossa , a invasão da União Soviética em 1941, tropas do Corpo Motorizado XLVII (sob seu comando) executaram a Ordem dos Comissários (em alemão: Kommissarbefehl) , levando Lemelsen a reclamar: "Em breve os russos ouvirão sobre os inúmeros cadáveres ao longo das rotas tomadas. pelos nossos soldados (...). O resultado será que o inimigo se esconderá nos bosques e campos e continuara a lutar - e perderemos inúmeros camaradas ".

## História
Nascido em 1888 em Berlim, Joachim Lemelsen foi um cadete do Exército Alemão em 1907. Após a Primeira Guerra Mundial (1914-1918) ele continuou a sua carreira militar como um soldado de artilharia no Reichswehr, chegando à patente de Oberst em 1 de Abril de 1934, e Generalmajor e Generalleutnant em 1 de Abril de 1937 e respectivamente 1 April 1939. Servindo na Wehrmacht da Alemanha nazista , ele comandou o Regimento de Artilharia Lehr em 1934 e, no ano seguinte, lecionou na escola de infantaria. Em março de 1938, Lemelsen recebeu o comando da 29ª Divisão de Infantaria .

## Segunda Guerra Mundial
Lemelsen participou da invasão da Polônia; sua divisão esteve envolvida no massacre de 8 de setembro de 1939 em Ciepielów . Em 28 de maio de 1940, ele recebeu o comando da 5ª divisão Panzer, com a qual participou da batalha de Dunquerque .
Em 25 de novembro de 1940, Lemelsen recebeu o comando do novo Corpo Motorizado XLVII , que ele liderou na Batalha de Smolensk e na Batalha de Kiev . O mesmo fora acusado da execução de prisioneiros de guerra soviéticos durante as fases iniciais da Operação Barbarossa.
O Corpo motorizado que o mesmo comandava fora designado Corpo Panzer em junho de 1942 e este participou como tal em operações anti-guerrilhas na Batalha de Kursk . Mais tarde, ele comandou temporariamente o 10º Exército na Itália por dois meses até o final de dezembro de 1943. Lemelsen recebeu o comando do 1º Exército , estacionado perto da costa atlântica da França em maio de 1944. Em 7 de junho, Lemelsen foi transferido para a Itália para assumir o comando do 14º Exército para substituir Eberhard von Mackensen que o comandante do teatro Albert Kesselring havia demitido. Lemelsen comandou o exército na campanha italiana de junho de 1944 até meados de outubro, quando recebeu o comando da outra grande formação da Alemanha no 10º Exército da Itália . Em fevereiro de 1945, ele retornou à liderança do 14º Exército até o final das hostilidades na Itália no início de maio.
Preso pelas forças britânicas após a guerra, Lemelsen em 1947 testemunhou em nome de seu ex-comandante, marechal de campo Albert Kesselring , durante o julgamento por crimes de guerra de Kesselring diante de um tribunal militar britânico reunido em Veneza, Itália. Logo depois, Lemelsen foi libertado. Ele morreu em 1954.

## Condecorações
Foi condecorado com a Cruz de Cavaleiro da Cruz de Ferro (27 de Julho de 1941), com Folhas de Carvalho (7 de Setembro de 1943, n° 294) e a Cruz Germânica em Ouro (15 de Julho de 1942).